# Pino Ordelaffi
Pino Ordelaffi était un noble italien qui vécut au XIIIe siècle. Condottiere appartenant à la famille des Ordelaffi, il était le frère de Scarpetta Ordelaffi, seigneur de Forlì.

## Biographie
En 1306, Pino et Scarpetta prirent ensemble le château de Bertinoro (près de Forlì).
Pino devient alors seigneur de Bertinoro jusqu'en 1310.
Il fait construire le palais qui est aujourd'hui est le Palais Communal de la cité.